# Nordenbeck
Nordenbeck ist einer der nach Einwohnerzahl kleinsten Stadtteile der Kreisstadt Korbach des nordhessischen Landkreises Waldeck-Frankenberg und liegt am Fuße des Eisenbergs.

## Geschichte

### Überblick

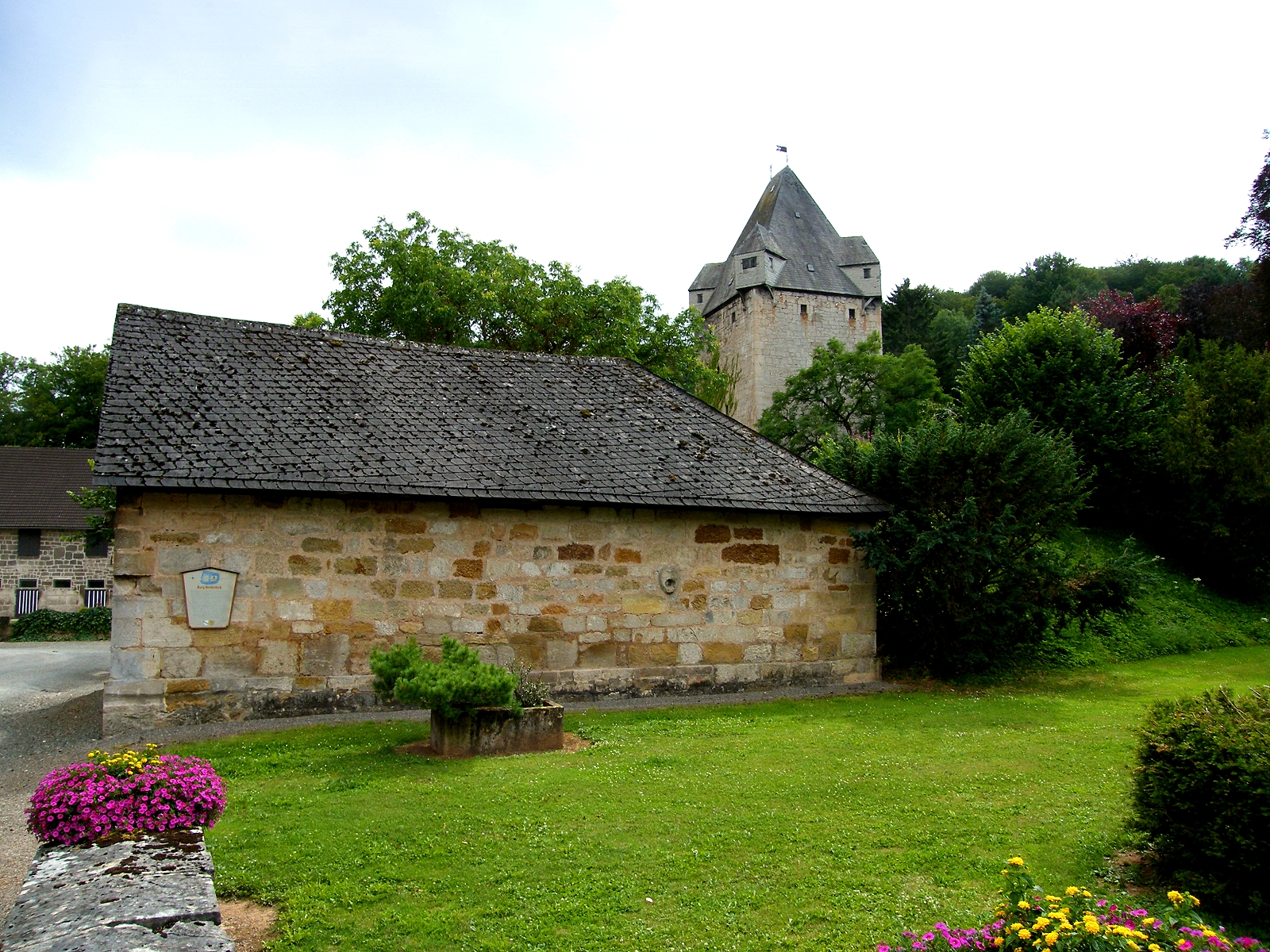
Ehemalige Wasserburg

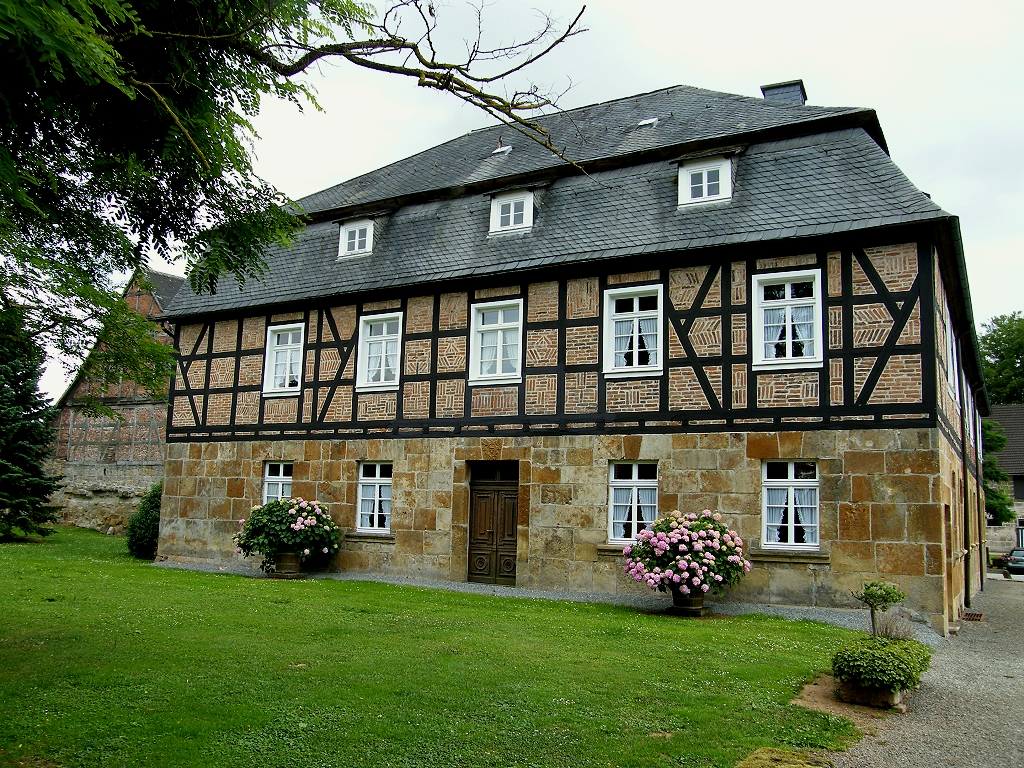
Ehemaliges Herrenhaus der Burg

Die älteste bekannte schriftliche Erwähnung von Nordenbeck erfolgte unter dem Namen Nordenbeck  im Jahr 1306, als „Der Rat der Altstadt Korbach bekundet, daß Wiegand von Nordenbeck dem Kloster Arolsen seine Güter in Braunsen und den Vockesberg verkauft“.
1346 kam die Burg in den Besitz der Herren von Viermünden.
Am 31. Dezember 1970 wurde die bis dahin selbständige Gemeinde Nordenbeck zusammen mit Nieder-Ense und Ober-Ense im Zuge der Gebietsreform in Hessen auf freiwilliger Basis in die Stadt Korbach eingemeindet. Die Gemeinde Nordenbek hatte eine Fläche von 5,00 km².
Für Nordenbeck, wie für alle eingegliederten ehemals eigenständigen Gemeinden von Korbach, wurden Ortsbezirke mit Ortsbeirat und Ortsvorsteher nach der Hessischen Gemeindeordnung gebildet.

### Einwohnerentwicklung
Quelle: Historisches Ortslexikon
- 1541: 11 Häuser
- 1620: 16 Häuser
- 1650: 6 Häuser
- 1738: 17 Häuser
- 1770: 19 Häuser, 171 Einwohner

| Nordenbeck: Einwohnerzahlen von 1770 bis 2020 | Nordenbeck: Einwohnerzahlen von 1770 bis 2020 | Nordenbeck: Einwohnerzahlen von 1770 bis 2020 | Nordenbeck: Einwohnerzahlen von 1770 bis 2020 | Nordenbeck: Einwohnerzahlen von 1770 bis 2020 |
| --- | --------------------------------------------- | --------------------------------------------- | --------------------------------------------- | --------------------------------------------- |
| Jahr |                                               |                                               |                                               | Einwohner                                     |
| 1770 | 1770                                          |                                               | 171                                           | 171                                           |
| 1800 | 1800                                          |                                               | ?                                             | ?                                             |
| 1834 | 1834                                          |                                               | 268                                           | 268                                           |
| 1840 | 1840                                          |                                               | 272                                           | 272                                           |
| 1846 | 1846                                          |                                               | 271                                           | 271                                           |
| 1852 | 1852                                          |                                               | 253                                           | 253                                           |
| 1858 | 1858                                          |                                               | 267                                           | 267                                           |
| 1864 | 1864                                          |                                               | 275                                           | 275                                           |
| 1871 | 1871                                          |                                               | 265                                           | 265                                           |
| 1875 | 1875                                          |                                               | 244                                           | 244                                           |
| 1885 | 1885                                          |                                               | 222                                           | 222                                           |
| 1895 | 1895                                          |                                               | 247                                           | 247                                           |
| 1905 | 1905                                          |                                               | 229                                           | 229                                           |
| 1910 | 1910                                          |                                               | 244                                           | 244                                           |
| 1925 | 1925                                          |                                               | 222                                           | 222                                           |
| 1939 | 1939                                          |                                               | 299                                           | 299                                           |
| 1946 | 1946                                          |                                               | 302                                           | 302                                           |
| 1950 | 1950                                          |                                               | 239                                           | 239                                           |
| 1956 | 1956                                          |                                               | 235                                           | 235                                           |
| 1961 | 1961                                          |                                               | 252                                           | 252                                           |
| 1971 | 1971                                          |                                               | 276                                           | 276                                           |
| 1980 | 1980                                          |                                               | 233                                           | 233                                           |
| 1990 | 1990                                          |                                               | 184                                           | 184                                           |
| 1995 | 1995                                          |                                               | 175                                           | 175                                           |
| 2000 | 2000                                          |                                               | 192                                           | 192                                           |
| 2005 | 2005                                          |                                               | 205                                           | 205                                           |
| 2010 | 2010                                          |                                               | 188                                           | 188                                           |
| 2011 | 2011                                          |                                               | 189                                           | 189                                           |
| 2015 | 2015                                          |                                               | 189                                           | 189                                           |
| 2020 | 2020                                          |                                               | 180                                           | 180                                           |
| Datenquelle: Historisches Gemeindeverzeichnis für Hessen: Die Bevölkerung der Gemeinden 1834 bis 1967. Wiesbaden: Hessisches Statistisches Landesamt, 1968. Weitere Quellen: LAGIS; Stadt Korbach; Zensus 2011 |                                               |                                               |                                               |                                               |

### Historische Religionszugehörigkeit
Quelle: Historisches Ortslexikon
- 1895: 197 evangelische (= 88,74 %), 25 katholische (= 11,26 %) Einwohner
- 1961: 221 evangelische (= 94,04 %), 13 katholische (= 5,53 %) Einwohner

## Kultur und Sehenswürdigkeiten
- Burg Nordenbeck. Der heute noch erhaltene Wohnturm wurde 1412 erbaut. Er hat sechs Geschosse, die zum Teil mit Kaminen ausgestattet sind, sowie eine Kapelle mit einer Bronzeglocke aus dem 13. Jahrhundert. Im Wehrgeschoß befinden sich Kanonen. Zugänglich war der Turm über eine Zugbrücke im 2. Stock. Die einst dazugehörigen Wohngebäude wurden um 1453 errichtet. (Die Gebäude und der Turm befinden sich in Privatbesitz – eine Besichtigung ist nicht möglich)
- Daneben ist das ehemalige Herrenhaus der Burg erhalten.

## Persönlichkeiten
- Thomas Canisius (1792–1850), deutscher Gutsbesitzer und Politiker, in Nordenbeck geboren.
- Arnold Canisius (1833–1890), deutscher Gutsbesitzer und Politiker, in Nordenbeck geboren.